# Спасівка (річка)
Спа́сівка — річка в Україні, в межах Шептицького району Львівської області. Права притока Західного Бугу (басейн Вісли). 

## Розташування
Витоки розташовані на схід від села Торки, у південній частині Горохівської височини. Тече переважно на північний захід. Впадає в Західний Буг у південній частині села Скоморохи. 

## Опис
Довжина Спасівки 25 км, площа басейну 240 км². Річище слобозвивисте, на значній довжині каналізовані і випрямлене. Заплава двостороння. Найбільші притоки: Драганка (Карбів) (права) та Роятинка (права). 